# 索尔奈 (安德尔省)
索尔奈（法語：Saulnay，法語發音：[so(l)nɛ]）是法国安德尔省的一个市镇，属于勒布朗区。

## 地理
索尔奈（46°52'7"N, 1°16'7"E）面积22.2 平方千米，位于法国中央-卢瓦尔河谷大区安德尔省，该省份为法国中部省份，北起卢瓦-谢尔省，西北接安德尔-卢瓦尔省，西南接维埃纳省，南至克勒兹省和上维埃纳省，东临谢尔省。
与索尔奈接壤的市镇（或旧市镇、城区）包括：阿尔弗耶、布雷讷地区梅济耶尔、波奈、圣热姆、维利耶。

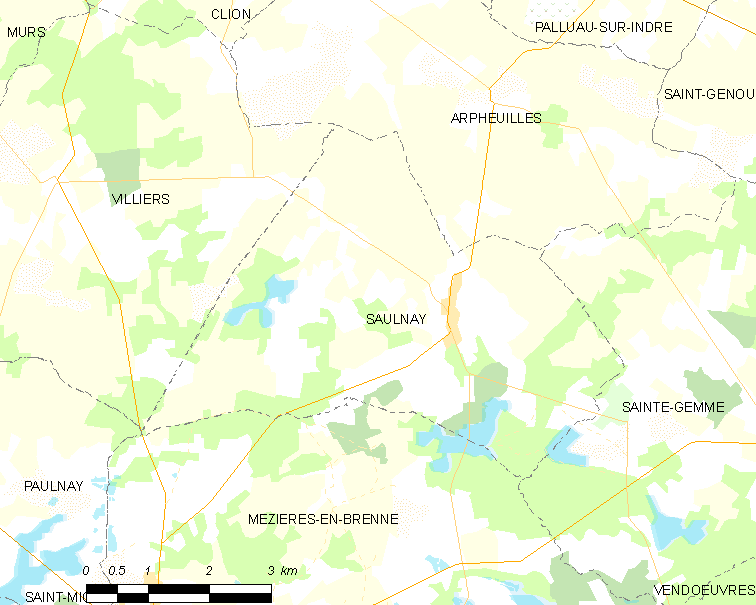
的OSM定位图

索尔奈的时区为UTC+01:00、UTC+02:00（夏令时）。

## 行政
索尔奈的邮政编码为36290，INSEE市镇编码为36212。

## 政治
索尔奈所属的省级选区为勒布朗县。

## 人口

1962-2008年间人口变化图示

索尔奈于2022年1月1日时的人口数量为164人。